# Howard Kingsbury
Howard Thayer Kingsbury, Jr., ameriški veslač, * 11. september 1904, New York, † 27. oktober 1991, Yarmouthport, Massachusetts.
Kingsbury je za Združene države Amerike nastopil kot član osmerca na Poletnih olimpijskih igrah 1924 v Parizu. Ameriški čoln je tam osvojil zlato medaljo.